# Żołądek

Budowa żołądka – podział szczegółowy na części anatomiczne

Schemat budowy błony śluzowej żołądka z uwzględnieniem mechanizmów bariery śluzowo-alkalicznej

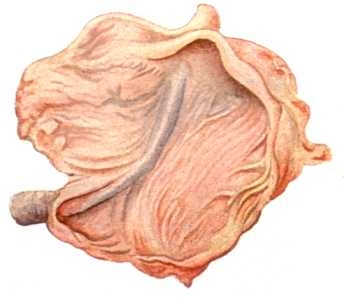
Przekrój przez zdrowy żołądek człowieka

Żołądek (łac. ventriculus, stomachus, gr. gaster) – narząd stanowiący część układu pokarmowego, którego zasadniczą rolą jest trawienie zawartych w pokarmie białek, a trawienie cukrów jest wręcz hamowane przez niskie pH żołądka. Żołądek wydziela sok żołądkowy zawierający enzymy trawienne:
- podpuszczka – ścina białko w mleku (obecna tylko u niemowląt),
- pepsynogen – w obecności HCl zostaje przekształcony do pepsyny, która odpowiada za trawienie białek.

Żołądek wydziela kwas solny, który uaktywnia enzymy trawienne oraz zabija drobnoustroje.
U kręgowców jest to rozszerzona część pomiędzy przełykiem i jelitem.
W zależności od budowy można wyróżnić:
- żołądek jednokomorowy
  - żołądek jednokomorowy prosty
  - żołądek jednokomorowy złożony
- żołądek wielokomorowy – żołądek przeżuwacza

## Położenie
U człowieka żołądek znajduje się w jamie brzusznej (w piętrze gruczołowym) na wysokości od 11. kręgu piersiowego (Th11), gdzie położony jest wpust żołądka do 3. bądź 4. kręgu lędźwiowego (L3-L4).

## Budowa
Żołądek jest workiem mięśniowym o hakowatym kształcie, z przełykiem łączy się przez wpust żołądka (cardia), a z dwunastnicą (duodenum) łączy go odźwiernik (pylorus), otwór otoczony silną mięśniówką okrężną, która rozszerza się i zwęża w zależności od różnicy pH między środowiskami.

### Wielkość
Wielkość żołądka jest zmienna i zależy od jego wypełnienia, napięcia ścian oraz pozycji ciała.
Długość żołądka człowieka: 25–30 cm

Szerokość żołądka: 12–14 cm

Pojemność: 1000–3000 ml

### Podział anatomiczny
W budowie makroskopowej żołądka można wyróżnić następujące elementy:
- wpust żołądka (łac. cardia ventriculi)
- dno żołądka (fundus ventriculi)
- trzon żołądka (corpus ventriculi)
  - krzywizna mniejsza (curvatura minor)
  - krzywizna większa (curvatura major)
- część przedodźwiernikową (pars prepylorica)
- odźwiernik (pylorus ventriculi).

### Budowa histologiczna
Ściana żołądka zbudowana jest z następujących warstw (od wewnątrz):
- błony śluzowej
- błony podśluzowej
- błony mięśniowej (mięśniówka)
- błony surowiczej.

Mięśniówka żołądka zbudowana jest z trzech warstw mięśni; (od zewnątrz) podłużnej, okrężnej i skośnej. Warto zauważyć, że różne warstwy występują w różnych częściach żołądka:
- warstwa podłużna – na krzywiźnie mniejszej i większej
- warstwa okrężna – w części odźwiernikowej
- warstwa skośna – w rejonie dna żołądka.

### Komórki żołądka
Wewnętrzną warstwę wyścielającą wnętrze żołądka
stanowi błona śluzowa. W błonie śluzowej znajdują się gruczoły, które zawierają następujące rodzaje komórek:
- okładzinowe – wydzielające kwas solny oraz czynnik Castle’a, wiążący witaminę B12
- główne – wydzielające enzym pepsynę, a dokładniej pepsynogen (nieaktywny prekursor, który pod wpływem kwasu solnego przechodzi w aktywną pepsynę) trawiący białko
- śluzowe – wydzielające śluz, który chroni komórki okładzinowe, główne oraz inne wchodzące w skład błony śluzowej przed trawiącym działaniem kwasu solnego
- macierzyste – z nich powstają wszystkie komórki nabłonka śluzówki
- dokrewne – wydzielają serotoninę
- komórki APUD – komórki G wydzielające gastrynę.

W błonie śluzowej żołądka rozróżnia się następujące rodzaje gruczołów:
- gruczoły żołądkowe właściwe – jest ich duża liczba (ok. 100 na 1mm².), w okolicach dna i trzonu
- gruczoły wpustowe – w części wpustowej żołądka, wydzielają obojętny śluz i niewielkie ilości lizozymu
- gruczoły odźwiernikowe – występują w części odźwiernikowej żołądka.

Przez to, że błona śluzowa żołądka wydziela kwas solny, pH treści żołądkowej może dochodzić nawet do 4. Pokarm, zbierający się w żołądku, jest trawiony przez sok żołądkowy. Z zewnątrz żołądek pokryty jest błoną surowiczą.

## Funkcje
Do funkcji żołądka należą:
- rozdrabnianie pokarmu;
- wyjaławianie pokarmu;
- trawienie białek i zapoczątkowywanie trawienia tłuszczów przez lipazę żołądkową;
- trawienie cukrów przez amylazę ślinową – do momentu obniżenia pH pokarmu do wartości dezaktywującej enzym[2].

## Unerwienie
Do żołądka dochodzą włókna współczulne i przywspółczulne.
Włókna przywspółczulne dochodzą do żołądka drogą nerwu błędnego (tzw. pni nerwu błędnego), podobnie jak do wszystkich narządów jamy brzusznej. Pnie nerwu błędnego leżą w dolnej części przełyku, przechodzą one do żołądka tworząc sploty żołądkowe na przedniej i tylnej ścianie. W ścianie żołądka tworzą się 3 sploty autonomiczne:
- splot podśluzowy – w tkance podśluzowej
- splot warstwy mięśniowej – między warstwami błony mięśniowej
- splot podsurowiczy – pod otrzewną[3].

## Unaczynienie

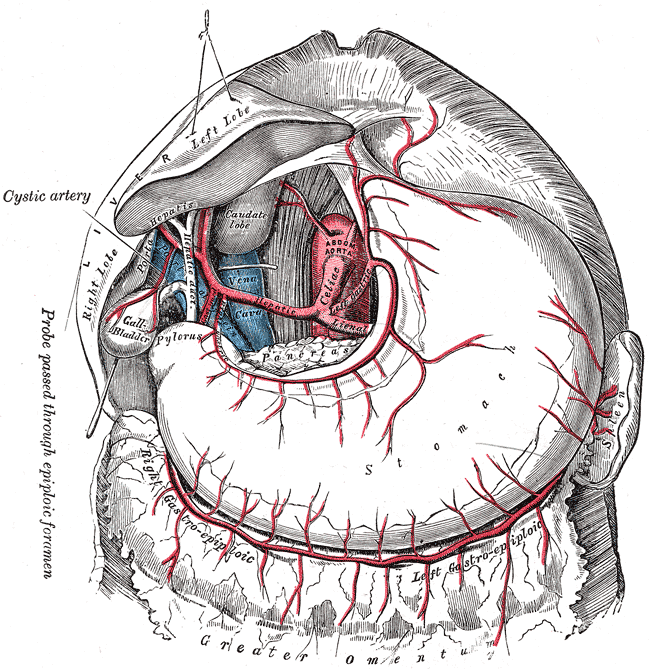
Pień trzewny wraz z unaczynieniem żołądka

Żołądek jest unaczyniony od tętnic pochodzących z pnia trzewnego.
Dno żołądka jest zaopatrywane przez tętnice żołądkowe krótkie – gałązki tętnicy śledzionowej.
Reszta naczyń biegnie wzdłuż krzywizn żołądka – tętnice żołądkowe wzdłuż krzywizny mniejszej a tętnice żołądkowo-sieciowe wzdłuż krzywizny większej. Tętnica żołądkowa lewa odchodzi bezpośrednio od pnia trzewnego natomiast tętnica żołądkowa prawa od tętnicy wątrobowej właściwej. Tętnica żołądkowo-sieciowa lewa odchodzi od tętnicy śledzionowej a tętnica żołądkowo-sieciowa prawa od żołądkowo-dwunastniczej (jedna z gałęzi końcowych). Tak więc tętnice mające określenie „lewa” zaopatrują górną część krzywizny natomiast „prawa” – dolną (oddając gałązki do przedniej i tylnej powierzchni żołądka). Tętnice łączą się pośrodku krzywizny zespoleniami (anastomozami). Określenie granic unaczynienia pomiędzy tętnicami prawa i lewa jest umowne.